# 140-es busz (Kecskemét)
A kecskeméti 140-es jelzésű autóbusz a Vasútállomás és a Nissin Foods között közlekedik. A viszonylatot a Kecskeméti Közlekedési Központ megrendelésére az Inter Tan-Ker Zrt. üzemelteti.

## Története
A 7-es számmal jelölt autóbuszvonalat 2008. március 1-jén hozták létre, a 13-as és a 7C jelzésű járatok egyidejű (párhuzamos) közlekedésének kiküszöbölése érdekében. Ekkor oda-vissza irányban a Noszlopy Gáspár park – Knorr-Bremse – Mindszenti körút (Nyomda) (ma Ipar utca megálló) viszonylatban közlekedtek a járatok, amelyek munkanapokon a Noszlopy Gáspár parkból 6.10, 7.10, 14.10, 15.10, 15.40 és 16.10 órakor, míg a Mindszenti körúti végállomástól 6.35, 7.35, 14.35, 15.35, 16.05 és 16.35 órakor indultak. (A vonal járatai a Knorr-Bremsétől a Mindszenti körút irányába, illetve a Mindszenti körúttól a Knorr-Bremse irányába közlekedve nem álltak meg az Agrikon megállóhelyen.)
2008. június 14-étől az autóbuszjáratok vissza irányban rövidített útvonalon közlekednek, azonban ez a módosítás – az egyirányú Bajcsy-Zsilinszky utca forgalmi irányának megfordítása következtében – ezen a szakaszon nem jelent megállóhelyváltozást. A járat – a módosítást követően – csak oda irányban megy a Knorr-Bremse felé, vissza irányban a 7C járatok nyomvonalán közlekedik, így a Noszlopy Gáspár park felé közlekedve nem érinti az Agrikont, a Kenyérgyár és a Petőfi Nyomda megállóhelyeket, helyettük a Bodzai utcánál állnak meg a buszok. Ezeken felül további változás a korábbi menetrendhez képest, hogy a Noszlopy Gáspár parkból 16.10 órakor induló 7-es járat helyett 7C járatpár közlekedik.

## Megállóhelyei
| 0  | 0                | 0                                  | 0 | Vasútállomás induló végállomás                                                                                     | |
| 2  | 2                | 2                                  | 2 | Cifrapalota | 1, 2D, 2S, 4, 4A, 4C, 7C, 12, 15, 18, 19, 20H, 23, 32 Helyközi buszok                                              |
| 4  | 4                | 4                                  | 4 | Piaristák tere | 1, 2D, 2S, 7C, 9, 11, 11A, 15, 16, 19, 32, 169, 916 Helyközi buszok                                                |
| 6  | 6                | 6                                  | 6 | Széchenyi tér | 2, 2A, 2D, 2S, 3, 4, 4A, 4C, 5, 6, 7C, 9, 10, 11, 11A, 12, 13, 13K, 14, 16, 18, 20, 20H, 23, 28, 29, 34A, 169, 916 |
| 8  | 8                | 8                                  | 8 | Dobó körút | 1, 2, 2A, 2D, 2S, 4, 4A, 4C, 6, 7C, 11, 11A, 13, 13K, 15, 19, 28, 32 Helyközi buszok                               |
| 9  | 9                | 9                                  | 9 | Mezei utca | 7C, 13, 13K, 21 |
| 10 | 10               | 10                                 | 10 | Kinizsi utca | 7C, 13, 13K, 14D                                                                                                   |
| 11 | 11               | 11                                 | 11 | Felsőkomárnok utca                                                                                                 | 7C, 13, 13K, 14D                                                                                                   |
| 12 | 12               | 12                                 | 12 | Petőfi Nyomda | 13, 13K, 14D |
| 13 | 13               | 13                                 | 13 | Kenyérgyár | 13, 13K, 14D |
| 14 | 14               | 14                                 | 14 | Tűzoltóság | 13, 13K, 14D |
| 15 | 15               |                                    | 15 | VER-BAU | 13, 13K |
| 17 | 17               | 17                                 | Lőtér | 7C | |
| 18 | 18               | 16                                 | 18 | Raktár utca | 7C |
| 19 | 19               | 17                                 | 19 | Univer | 7C, 12D Helyközi buszok                                                                                            |
| 20 | 20               | 18                                 | 20 | Ipar utca | 7C |
| 21 | 21               | 19                                 | 21 | Közlekedési Központ                                                                                                | 7C |
| 22 | 22               | 20                                 | 22 | Nissin Foods vonalközi végállomás                                                                                  | 7C, 13K |
|    |                  | 21                                 | | Knorr-Bremse | 7C, 13K, 15D Helyközi buszok                                                                                       |
| 22 | AXON             | 7C, 13K, 15D                       | | | |
| 23 | Szélmalom Csárda | 12D, 13K, 14D, 21D Helyközi buszok | | | |
| 23 | 23               |                                    | Közlekedési Központ | 7C | |
| 24 | 24               | Fuvar utca                         | 7C | | |
| 25 | 25               | Raktár utca                        | 7C | | |
| 26 | 26               | 25                                 | Lőtér | 7C | |
| 27 | 27               | 26                                 | Bodzai utca | 7C | |
| 28 | 28               | 27                                 | Élelmiszerbolt | 7C, 13, 13K, 14D                                                                                                   | |
| 29 | 29               | 28                                 | Kinizsi utca | 7C, 13, 13K, 14D                                                                                                   | |
| 30 | 30               | 29                                 | Mezei utca | 7C, 13, 13K, 21 | |
| 31 | 31               | 30                                 | Katona József Színház | 1, 2, 2A, 2D, 2S, 3, 3A, 4, 4A, 4C, 6, 7C, 11, 11A, 12, 13, 13K, 15, 18, 19, 20H, 23, 28, 32 Helyközi buszok       | |
| 34 |                  | 33                                 | Széchenyi tér vonalközi érkező végállomás | 2, 2A, 2D, 2S, 3, 4, 4A, 4C, 5, 6, 7C, 9, 10, 11, 11A, 12, 13, 13K, 14, 16, 18, 20, 20H, 23, 28, 29, 34A, 169, 916 | |
| 39 | 33               |                                    | Cifrapalota | 1, 2D, 2S, 4, 4A, 4C, 7C, 12, 15, 18, 19, 20H, 23, 32 Helyközi buszok                                              | |
| 41 | 35               | Vasútállomás érkező végállomás     | 1, 2D, 2S, 7C, 12D, 15, 19, 21, 21D, 22, 25, 32 Helyközi buszok Távolsági járatok S210 S220 sebesvonat, gyorsvonat, InterRégió, IC, expresszvonat Bethlen körút: 18, 20H, 22, 23, 23A | | |